# Céu no Cristianismo

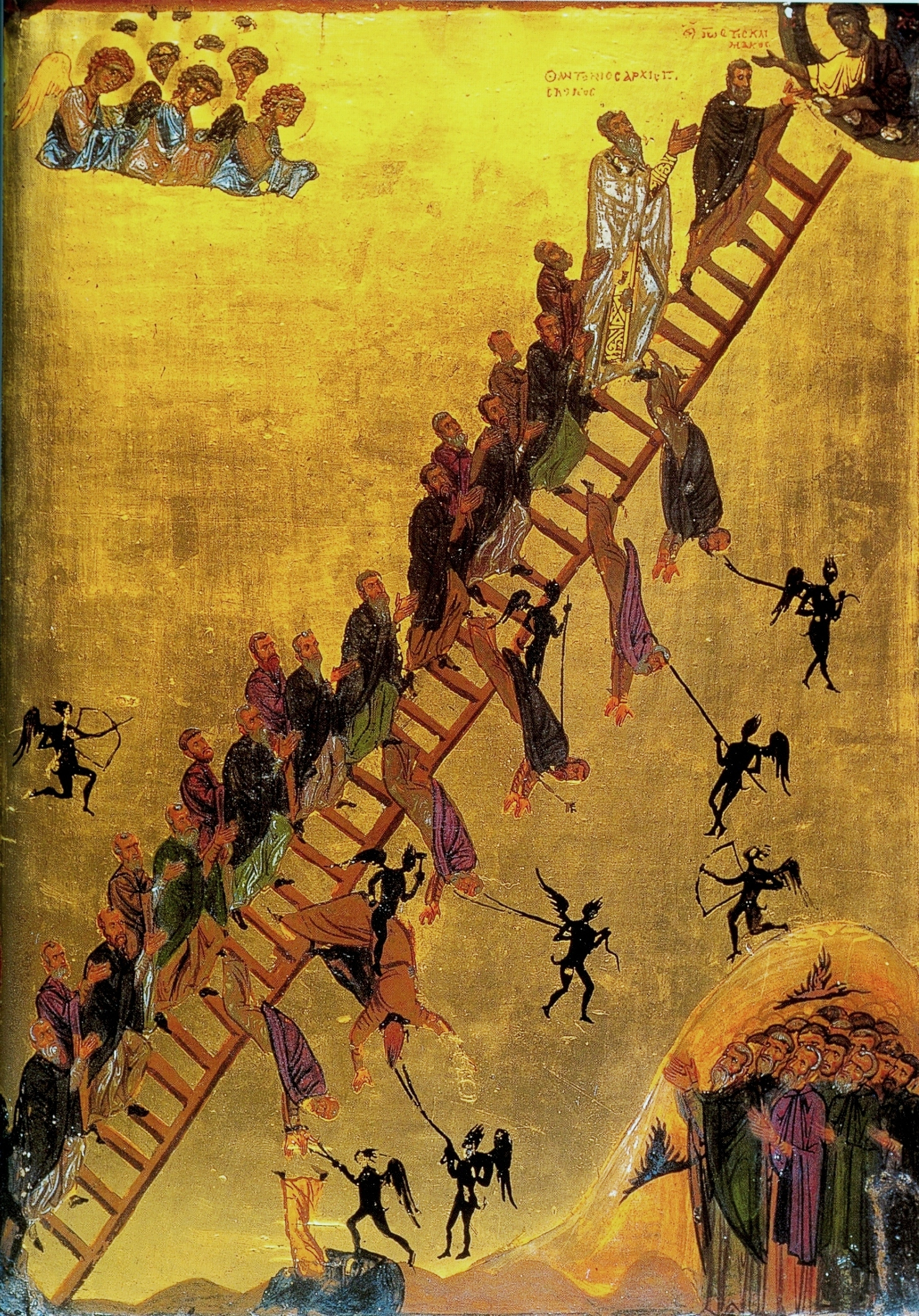
A Escada da Ascensão Divina no Mosteiro de Santa Catarina, Monte Sinai.

No Cristianismo, o Céu é tradicionalmente entendido como o local do trono de Deus [en] e dos anjos de Deus, sendo, na maioria das denominações cristãs, o lugar onde os justos falecidos residem na vida após a morte. Em algumas denominações, considera-se o céu como uma etapa temporária antes da ressurreição dos mortos [en] e do retorno dos santos à Nova Terra [en].
No Livro de Atos, o Jesus ressuscitado ascende ao céu, onde, conforme o Credo de Niceia, está sentado à mão direita de Deus e retornará à Terra na Segunda Vinda. Segundo a doutrina Católica, Ortodoxa Oriental e Ortodoxa, Maria, mãe de Jesus, foi assunta ao céu sem a corrupção de seu corpo terreno, sendo venerada como Rainha do Céu.
Na Bíblia Cristã, conceitos sobre Escatologia cristã, o futuro "reino do céu [en]" e a ressurreição dos mortos são encontrados, especialmente no Livro do Apocalipse e em 1 Coríntios 15.

## Descrição
A Bíblia oferece poucas informações detalhadas sobre como é o céu. Por isso, teólogos cristãos geralmente evitam descrições específicas do céu.
O Livro do Apocalipse afirma que a Nova Jerusalém será transportada do céu para a Terra, em vez de as pessoas da Terra irem para o céu. A descrição dos portões da Nova Jerusalém em Apocalipse 21:21:31 inspirou a ideia das Portas de pérola [en], nome informal para a entrada do céu em algumas denominações cristãs.

## Filosofia
Uma questão filosófica sobre a natureza do céu é se alguém no céu teria livre-arbítrio, incluindo a liberdade de pecar. Essa questão varia conforme o tipo de liberdade em discussão. Uma solução proposta é a visão de Agostinho, que sugere que os que estão no céu não seriam mais tentados a desobedecer a Deus.
Outra questão é como a felicidade seria possível no céu com o conhecimento de que entes queridos sofrem eternamente no inferno. Esse argumento foi levantado no século XIX pelo teólogo Friedrich Schleiermacher, que afirmou que o conhecimento do sofrimento de qualquer pessoa é incompatível com a salvação. Isso pode ser interpretado como um argumento contra a doutrina do inferno eterno, mas também contra o conceito de céu. Tradicionalmente, teólogos argumentavam que saber do sofrimento dos condenados glorificaria Deus, aumentando a alegria no céu. Respostas mais modernas sugerem que a felicidade no céu superaria esse conhecimento, que as pessoas estariam em paz com a ideia do sofrimento eterno ou que não teriam conhecimento do inferno.
Filósofos como Friedrich Nietzsche criticaram a noção de céu como uma doutrina desenvolvida por pessoas com motivações suspeitas, que buscavam provar que Deus favorecia seu grupo em detrimento de outros, ou que tentavam impor sua concepção de religião ou moralidade por meio de manipulação e intimidação.

## Teologia

### Cristianismo Primitivo
Estudiosos seculares afirmam que os cristãos judeus do século I, dos quais o cristianismo se desenvolveu como uma religião gentílica, acreditavam que o reino de Deus chegaria à Terra ainda em suas vidas, esperando um futuro divino na Terra. Os primeiros escritos cristãos sobre o tema, como os de Paulo em 1 Tessalonicenses 4–5, descrevem os mortos como adormecidos. Paulo afirma que a Segunda Vinda chegará sem aviso, como um "ladrão na noite", e que os fiéis adormecidos serão ressuscitados primeiro, seguidos pelos vivos. Da mesma forma, o mais antigo dos Padres apostólicos, Papa Clemente I, não menciona a entrada no céu após a morte, mas expressa crença na ressurreição dos mortos após um período de "sono".
No século II, Ireneu (um bispo grego) citou presbíteros afirmando que nem todos os salvos mereceriam residir no céu: "[A]queles que forem considerados dignos de uma morada no céu irão para lá, outros desfrutarão das delícias do paraíso, e outros possuirão o esplendor da cidade; pois em todo lugar o Salvador será visto conforme a dignidade dos que o veem."

### Cristianismo Ortodoxo

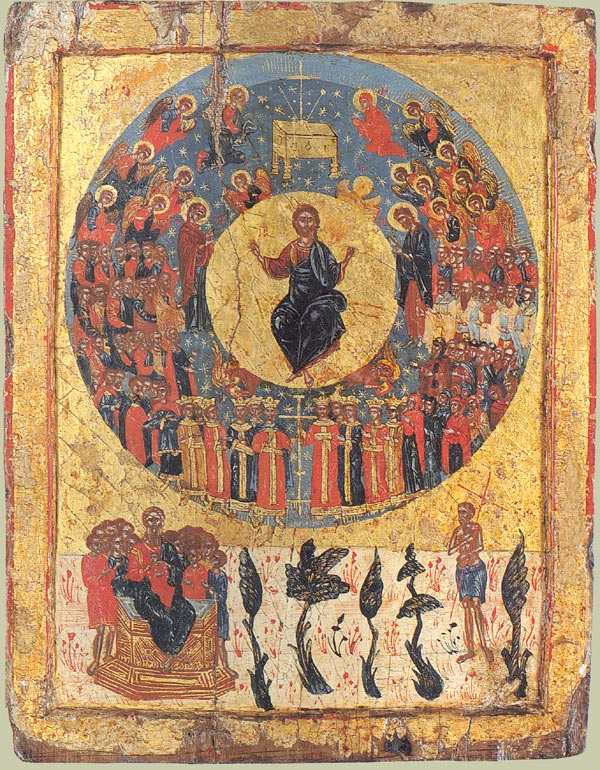
Ícone ortodoxo oriental representando Cristo entronizado no céu, cercado por anjos e santos. Na parte inferior, está o paraíso com o Seio de Abraão (esquerda) e o ladrão penitente (direita).

#### Cosmologia Ortodoxa Oriental
Diversos santos tiveram visões do céu (2 Coríntios 12:2-4). O conceito ortodoxo de vida no céu é descrito em uma das orações pelos mortos: "…um lugar de luz, um lugar de pastos verdes, um lugar de repouso, de onde toda doença, tristeza e suspiros foram afastados". Na Igreja Ortodoxa Oriental e Ortodoxa Oriental, apenas Deus tem a palavra final sobre quem entra no céu.
Na Igreja Ortodoxa Oriental, o céu é o lugar da deificação (teose), ou seja, adquirir a natureza divina pela graça e completar a hipóstase por meio de um comportamento semelhante ao de Cristo, possibilitado pela encarnação de Jesus, sendo a evidência da deificação geralmente milagres semelhantes aos de Cristo.
Vladimir Soloviov (1853–1900), um filósofo de origem ortodoxa russa, escreveu sobre "o objetivo teândrico do Criador, de que a Terra seja una com o Céu".

### Catolicismo Romano

#### Ensino Oficial
O céu é descrito como beatífico, sagrado e perfeito, sendo impossível compreendê-lo ou descrevê-lo plenamente, pois consiste na fruição da visão beatífica. Assim, o céu é incognoscível, exceto pelo que Deus revelou no Depósito da Fé e por meio do Magistério.

##### Habitantes
Anjos e santos habitam o céu e desfrutam da visão beatífica. Os anjos e santos são católicos, membros da Igreja Católica, como parte da Igreja Triunfante, um dos três estados da Igreja do céu e da Terra.
Entre os anjos conhecidos estão: o anjo da guarda, serafins, querubins, Miguel Arcanjo, Arcanjo Gabriel e Arcanjo Rafael. Não se sabe se os anjos são as únicas criaturas não humanas no céu ou apenas um dos muitos tipos de criaturas celestiais.
Os santos conhecidos incluem católicos canonizados, como aqueles listados na Ladainha de Todos os Santos: os Patriarcas e Profetas do Antigo Testamento, Rei Davi, a Virgem Maria e São José, João Batista, os Santos Inocentes, o Bom Ladrão, os Apóstolos (exceto Judas Iscariotes), São Paulo e os Doutores da Igreja. Jesus, como homem perfeito, não é considerado um santo, pois não é uma pessoa humana, mas uma Pessoa Divina.

##### Entrada no Céu
A entrada no céu requer a graça do batismo, que pode ser obtida fora do sacramento do batismo, como pelo batismo de sangue ou batismo de desejo, pois Deus não está vinculado aos seus sacramentos. Os mortos não batizados são confiados à Divina Misericórdia, uma vez que o Bom Ladrão foi salvo sem batismo.
De acordo com a doutrina católica, os cristãos que morrem ainda imperfeitamente purificados devem passar por um estado de purificação conhecido como purgatório antes de entrar no céu.

##### Descrição
A Igreja ensina que o céu "é o fim último e a realização das aspirações mais profundas do ser humano, o estado de felicidade suprema e definitiva" e "é a perfeição da salvação". Isso ocorre porque no céu se desfruta da visão beatífica, a fonte e o ápice da felicidade, paz, glória, honra e todos os bens celestiais. A Igreja afirma que,
| “ | por sua morte e ressurreição, Jesus Cristo 'abriu' o céu para nós. A vida dos bem-aventurados consiste na posse plena e perfeita dos frutos da redenção realizada por Cristo... O céu é a comunidade bem-aventurada de todos que estão perfeitamente incorporados a Cristo. | ” |

Os "frutos da redenção" referem-se à vida eterna, ou seja, a liberdade e imunidade a todo mal (tentação, pecado, erro, inconveniência, tédio, ignorância, fraqueza, falta de algo (necessidades básicas, beleza, etc.), corrupção, infortúnio, insatisfação, tristeza, condenação, medo, desonra, hostilidade, imperfeição, sofrimento e morte), e a posse de todos os bens, por meio da visão beatífica. A Virgem Maria é considerada "o fruto mais excelente da redenção" devido à sua Imaculada Conceição, pois foi redimida no momento da concepção. Maria também é "a imagem escatológica da Igreja", representando a Igreja no céu e na ressurreição no Dia do Juízo, devido à sua assunção ao céu, onde desfruta do céu com seu corpo ressuscitado.

###### Descrição Simbólica na Bíblia
Na Bíblia, o céu é descrito simbolicamente, utilizando imagens da vida cotidiana judaica dos tempos bíblicos. O Catecismo da Igreja Católica aponta várias imagens do céu presentes na Bíblia:
| “ | Este mistério de comunhão bem-aventurada com Deus e com todos os que estão em Cristo está além de toda compreensão e descrição. A Escritura fala disso em imagens: vida, luz, paz, festa nupcial, vinho do reino, casa do Pai, Nova Jerusalém, paraíso: 'o que os olhos não viram, nem os ouvidos ouviram, nem o coração do homem concebeu, o que Deus preparou para aqueles que o amam'. | ” |

O Catecismo da Igreja Católica descreve o céu como "o 'lugar' próprio de Deus — 'nosso Pai no céu' e, consequentemente, o 'céu' que é a glória escatológica. Finalmente, 'céu' refere-se aos santos e ao 'lugar' das criaturas espirituais, os anjos, que cercam Deus."

###### Propriedades da Vida Eterna
O Catecismo Romano e o Catecismo da Igreja Católica explicam que, ao desfrutar da visão beatífica, todos experimentam felicidade, glória, honra e paz. Como ensina o Catecismo da Igreja Católica:
Ali haverá verdadeira glória, onde ninguém será louvado por erro ou bajulação; a verdadeira honra não será negada aos dignos, nem concedida aos indignos; da mesma forma, nenhum indigno pretenderá ser digno, onde apenas os dignos serão admitidos. Ali reinará a verdadeira paz, onde ninguém enfrentará oposição, seja de si mesmo, seja de outros.
O Catecismo Romano ensina:
Os bem-aventurados sempre veem Deus presente e, por esse dom supremo e exaltado, sendo feitos partícipes da natureza divina, desfrutam de uma felicidade verdadeira e sólida... Pois os bem-aventurados gozarão de glória; não apenas aquela glória que já mostramos constituir a felicidade essencial, ou ser seu acompanhamento inseparável, mas também aquela glória que consiste no conhecimento claro e distinto que cada um (dos bem-aventurados) terá da dignidade singular e exaltada de seus companheiros (na glória). E quão distinta não deve ser a honra conferida pelo próprio Deus, que não mais os chama de servos, mas de amigos, irmãos e filhos de Deus!
O Catecismo Romano acrescenta que os conceitos humanos de céu (viver como rei, o céu sendo o paraíso perfeito, a união suprema com Deus, a realização do potencial e ideais, a obtenção da divindade, a realização materialista (riqueza, poder, festa, prazer, lazer, etc.), descanso eterno, reencontro com entes queridos, etc.) não se comparam ao que o céu realmente é:
A felicidade dos santos é plena, transborda de todos os prazeres que podem ser desfrutados ou mesmo desejados nesta vida, seja em relação às faculdades da mente ou à perfeição do corpo; embora isso deva ocorrer de uma maneira mais exaltada do que os olhos viram, os ouvidos ouviram ou o coração concebeu. Quem desejará vestes ricas ou robes reais, onde não haverá mais uso para tais coisas, e onde todos estarão revestidos de imortalidade e esplendor, e adornados com uma coroa de glória imperecível? E se a posse de uma mansão espaçosa e magnífica contribui para a felicidade humana, o que poderia ser mais espaçoso, mais magnífico, do que o próprio céu, que é iluminado por toda a extensão pela luz de Deus?

###### Recompensas
O Catecismo Romano explica que, embora todos desfrutem da visão beatífica, nem todos receberão as mesmas recompensas, pois cada um é recompensado por seus próprios feitos:
"Pois na casa de meu Pai", diz nosso Senhor, "há muitas moradas", nas quais serão distribuídas recompensas de maior ou menor valor conforme os méritos de cada um. Aquele que semeia com parcimônia, colherá com parcimônia; e aquele que semeia em bênçãos, colherá bênçãos.
De acordo com o Concílio de Trento, não há pecado em realizar "boas obras com vistas a uma recompensa eterna".

#### Especulação

##### Alegria Secundária
Teólogos católicos especulam sobre a natureza da "alegria secundária do céu", um ensino da Igreja refletido nos Concílios de Florença e de Trento. Conforme a Bíblia, Deus "retribuirá a cada um segundo suas obras" (Romanos 2:6), e "quem semeia com parcimônia, com parcimônia colherá; e quem semeia com generosidade, com generosidade colherá" (2 Coríntios 9:6). O poeta jesuíta Gerard Manley Hopkins descreve essa alegria como o reflexo de Cristo uns nos outros, cada um de maneira pessoal e proporcional ao quanto se tornou semelhante a Cristo nesta vida, pois, como escreve Hopkins, "Cristo brilha em dez mil lugares, adorável em membros, e adorável em olhos que não são os seus, ao Pai através dos traços dos rostos dos homens". Deus deseja compartilhar até mesmo essa alegria divina conosco, a alegria de se regozijar ao tornar os outros felizes.

##### Lugar ou Estado?
Teólogos católicos debatem se o céu é um lugar, um estado, ou ambos. O Papa João Paulo II afirmou que o céu "não é uma abstração nem um lugar físico nas nuvens, mas uma relação viva e pessoal com a Santíssima Trindade".

##### Hierarquia Angélica
Na Idade Média, foi elaborada uma hierarquia dos anjos (assim como uma hierarquia de demônios) com base em várias interpretações da Bíblia. Essas hierarquias e os nomes e descrições das criaturas nelas contidas não fazem parte do ensino oficial da Igreja, mesmo que alguns santos e papas, como Tomás de Aquino e João Paulo II, as tenham endossado.

##### Revelações Particulares
Alguns santos católicos afirmaram receber revelações particulares [en] sobre o céu. Por exemplo, as aparições marianas retratam Maria como a imagem escatológica da Igreja: brilhando como o Sol, usando uma bela coroa, entre outros. Outro exemplo são as visitas de santos ao céu. Algumas descrições retratam o céu em termos materiais ou físicos, como na visão de Anna Schäffer:
Enquanto eu orava, fui arrebatada do mundo. Minha vida estava por um fio. As nuvens se abriram e um jardim maravilhoso cheio de flores apareceu, no qual eu podia caminhar por uma longa distância... Não posso descrever todas as maravilhas que nosso bom Deus concede àqueles que Ele ama... Sim, há também prados e florestas, rios e montanhas, casas e edifícios, mas tudo é transparente e espiritualizado, enquanto aqui na Terra tudo é manchado.
Outras visitas ao céu enfatizam características imateriais ou espirituais, como a felicidade desfrutada. Por exemplo, Santa Faustina relata em seu diário:
Hoje estive no céu, em espírito, e vi suas belezas inconcebíveis e a felicidade que nos espera após a morte. Vi como todas as criaturas rendem incessante louvor e glória a Deus. Vi quão grande é a felicidade em Deus, que se espalha a todas as criaturas, tornando-as felizes; e então toda a glória e louvor que brota dessa felicidade retorna à sua fonte; e elas entram nas profundezas de Deus, contemplando a vida interior de Deus, o Pai, o Filho e o Espírito Santo, que nunca compreenderão ou sondarão. Essa fonte de felicidade é imutável em sua essência, mas sempre nova, jorrando felicidade para todas as criaturas.
Santa Faustina também relata em seu diário uma visão que explica a liberdade no céu. Ela se viu "no altar", com pessoas ao redor orando a ela por graças, e Deus disse:
Faça o que desejar, distribua graças como quiser, a quem quiser e quando quiser.

### Cristianismo Protestante
Algumas denominações ensinam que se entra no céu no momento da morte, enquanto outras sustentam que isso ocorre em um momento posterior, no Juízo Final. Alguns cristãos acreditam que a entrada no céu ocorrerá quando "a forma deste mundo tiver passado".
Dois conceitos relacionados, frequentemente combinados, sobre o céu no cristianismo são melhor descritos como a "ressurreição do corpo" em contraste com a "imortalidade da alma". No primeiro, a alma não entra no céu até o Juízo Final ou o "fim dos tempos", quando é ressuscitada e julgada junto com o corpo. No segundo conceito, a alma vai para um céu em outro plano imediatamente após a morte. Esses dois conceitos são geralmente combinados na doutrina do duplo julgamento, onde a alma é julgada uma vez na morte e vai para um céu temporário, aguardando um julgamento final no fim do mundo.
Alguns ensinam que a morte em si não é uma parte natural da vida, mas foi permitida após a desobediência de Adão e Eva a Deus, para que a humanidade não vivesse para sempre em um estado de pecado e, portanto, de separação de Deus.

#### Metodista
O Metodismo ensina que o céu é um estado onde os fiéis desfrutarão de bem-aventurança eterna com Deus:
| “ | Todo aquele que tem um conhecimento salvador de Jesus Cristo, nosso Senhor, ao partir desta vida, vai para a felicidade com Ele e compartilhará das glórias eternas de Seu Reino eterno; as recompensas mais completas e as maiores glórias serão reservadas até o Julgamento Final. Mateus 25:34, 46; João 14:2, 3; 2 Coríntios 5:6, 8, 19; Filipenses 1:23, 24 — Disciplina da Igreja Metodista Evangélica (¶24) | ” |

#### Adventista do Sétimo Dia
A compreensão da Igreja Adventista do Sétimo Dia sobre o céu é:
- Que o céu é um lugar onde Deus reside, conforme descrito em Apocalipse 11:12: "eles subiram ao céu, envoltos numa nuvem".
- Que Deus enviou seu Filho, Jesus Cristo, à Terra para viver como ser humano (Mateus 2:10, nascimento de Jesus), que "exemplificou perfeitamente a justiça e o amor de Deus, demonstrados por Seus milagres, manifestou o poder de Deus e foi atestado como o Messias prometido por Deus. Ele sofreu e morreu voluntariamente na cruz por nossos pecados e em nosso lugar, foi ressuscitado dos mortos e ascendeu para ministrar no santuário celestial em nosso favor."[42]
- Que Cristo promete retornar como salvador, momento em que ressuscitará os mortos justos e os reunirá, junto com os justos vivos, ao céu. Os injustos morrerão na segunda vinda de Cristo.[42]
- Que após a segunda vinda de Cristo haverá um período conhecido como o Milênio, durante o qual Cristo e seus santos justos reinarão, e os injustos serão julgados. Ao final do Milênio, Cristo e seus anjos retornarão à Terra para ressuscitar os mortos restantes, emitir os julgamentos e livrar o universo do pecado e dos pecadores para sempre.[42]
- "Na nova Terra, onde a justiça habita, Deus proporcionará um lar eterno para os redimidos e um ambiente perfeito para a vida eterna, amor, alegria e aprendizado em Sua presença. Aqui, o próprio Deus habitará com Seu povo, e o sofrimento e a morte terão passado. A grande controvérsia terá terminado, e o pecado não existirá mais. Todas as coisas, animadas e inanimadas, declararão que Deus é amor; e Ele reinará para sempre."[42] É neste ponto que o céu é estabelecido na nova Terra.

### Outras Denominações

#### Cristadelfianos
Os Cristadelfianos não acreditam que alguém vá para o céu após a morte. Em vez disso, acreditam que apenas Jesus foi para o céu e reside lá ao lado de Jeová. Os Cristadelfianos creem que, após a morte, a alma entra em um estado de inconsciência e permanecerá assim até o Juízo Final, quando os salvos serão ressuscitados, e os condenados serão aniquilados. O Reino de Deus será estabelecido na Terra, começando na terra de Israel, e Jesus governará o reino por um milênio.

#### Testemunhas de Jeová
As Testemunhas de Jeová acreditam que o céu é o lugar de habitação de Jeová e suas criaturas espirituais. Elas creem que apenas 144.000 seguidores fiéis escolhidos (os "ungidos") serão ressuscitados para o céu para governar com Cristo sobre a maioria da humanidade, que viverá na Terra.

#### Movimento dos Santos dos Últimos Dias
A visão do céu segundo o Movimento dos Santos dos Últimos Dias baseia-se na seção 76 de Doutrina e Convênios e em 1 Coríntios 15 da Versão do Rei Jaime da Bíblia. A vida após a morte é dividida primeiramente em dois níveis até o Juízo Final; depois, é dividida em quatro níveis, dos quais os três superiores são chamados de "graus de glória", comparados, para fins ilustrativos, ao brilho de corpos celestes: o sol, a lua e as estrelas.
Antes do Juízo Final, os espíritos separados de seus corpos na morte vão para o paraíso ou para a prisão espiritual, dependendo se foram batizados e confirmados pela imposição de mãos. O paraíso é um lugar de descanso enquanto seus habitantes continuam a aprender em preparação para o Juízo Final. A prisão espiritual é um lugar de aprendizado para os ímpios, impenitentes e aqueles que não foram batizados; no entanto, esforços missionários realizados por espíritos do paraíso permitem que os que estão na prisão espiritual se arrependam, aceitem o evangelho e a expiação e recebam o batismo por meio da prática do batismo pelos mortos.
Após a ressurreição e o Juízo Final, as pessoas são enviadas para um dos quatro níveis:
- O reino celestial é o nível mais alto, com poder e glória comparáveis ao sol. Aqui, os discípulos fiéis e valentes de Cristo, que aceitaram a plenitude de seu evangelho e mantiveram seus convênios com Ele seguindo os profetas de sua dispensação, são reunidos com suas famílias e com Deus Pai, Jesus Cristo e o Espírito Santo por toda a eternidade. Aqueles que teriam aceitado o evangelho com todo o coração se tivessem tido a oportunidade em vida (conforme julgado por Cristo e Deus Pai) também são salvos no reino celestial. O Movimento dos Santos dos Últimos Dias não adota o conceito de pecado original, mas acredita que as crianças são inocentes por meio da expiação. Portanto, todas as crianças que morrem antes da idade de responsabilidade herdam essa glória. Homens e mulheres que entraram no casamento celestial são elegíveis, sob a tutela de Deus Pai, para eventualmente se tornarem deuses e deusas como co-herdeiros com Jesus Cristo.[47]
- O reino terrestre tem poder e glória comparáveis à lua e é reservado para aqueles que entenderam e rejeitaram o evangelho completo em vida, mas viveram boas vidas; aqueles que aceitaram o evangelho, mas não mantiveram seus convênios por meio da continuação do processo de fé, arrependimento e serviço aos outros; aqueles que "morreram sem lei" (D&C 76:72), mas aceitaram o evangelho completo e se arrependeram após a morte devido aos esforços missionários na prisão espiritual. Deus Pai não vem ao reino terrestre, mas Jesus Cristo os visita, e o Espírito Santo é concedido a eles.[48]
- O reino telestial é comparável à glória das estrelas. Aqueles colocados no reino telestial sofreram as dores do Inferno após a morte porque eram mentirosos, assassinos, adúlteros, libertinos, etc. Eles são eventualmente resgatados do Inferno pela redenção através do poder da expiação ao final do Milênio. Apesar de sua condição muito inferior na eternidade, o reino telestial é descrito como mais confortável que a Terra em seu estado atual. O sofrimento resulta do pleno conhecimento dos pecados e escolhas que separaram permanentemente uma pessoa da alegria suprema de estar na presença de Deus e Jesus Cristo, embora eles tenham o Espírito Santo com eles.[49]
- A escuridão exterior é o nível mais baixo e não possui glória alguma. É reservada para Satanás, seus anjos e aqueles que cometeram o pecado imperdoável. Este é o estado mais baixo possível nas eternidades, alcançado por muito poucos, já que o pecado imperdoável exige que a pessoa saiba com certeza perfeita que o evangelho é verdadeiro e, ainda assim, o rejeite e lute desafiadoramente contra Deus. O único filho da perdição [en] conhecido é Caim, mas é geralmente reconhecido que provavelmente há outros ao longo das eras.[50]